# Lophoziopsis longidens
Lophoziopsis longidens là một loài rêu tản trong họ Jungermanniaceae. Loài này được (Lindb.) Konstant. & Vilnet mô tả khoa học lần đầu tiên năm 2009.